# 廖政武
廖政武（1913年—1997年），广东梅县人。华侨，中国人民解放军开国大校。

## 生平
泰国曼谷早期华文学校新民中学毕业。考入黄埔军校第十一期炮科，与黎原同学。
1938年4月经武汉八路军办事处董必武批准，与黎原、阮庆、梁彝等黄埔同学奔赴延安，在抗大四期军事队学习，毕业后留校任军事教员、队长。
抗战胜利后，随延安炮校干部队奔赴东北，在东北民主联军炮二团、朱瑞炮校任职。
1950年后历任云南特科学校、军委炮兵司令部任学校管理处任处长、南京炮校、宣化炮院训练部部长、甘肃省军区副司令员。